# 中国驻日本大使列表
本列表为中國（清朝、中華民國和中華人民共和國）驻日本历任大使名录。

## 历任中国驻日本大使

### 清朝出使日本国欽差大臣（1876年－1912年）
1876年，清廷开始派遣驻日本国钦差大臣。
| 姓名   | 任命                   | 到任                 | 递交国书             | 免职                 | 离任                 | 外交衔级 | 外交职务               | 备注                                 | 备注 |
| ------ | ---------------------- | -------------------- | -------------------- | -------------------- | -------------------- | -------- | ---------------------- | ------------------------------------ | ---- |
| 許鈐身 | 1876年9月30日          | 未到任               |                      | 1877年1月15日        |                      | 二等公使 | 出使日本國欽差大臣     | 駐英副使改差                         |      |
| 許鈐身 | 光緒二年八月十三日     | 未到任               |                      | 光緒二年十二月二日   |                      | 二等公使 | 出使日本國欽差大臣     | 駐英副使改差                         |      |
| 何如璋 | 1876年9月30日          | 未到任               |                      | 1877年1月15日        |                      |          | 出使日本國欽差副大臣   |                                      |      |
| 何如璋 | 光緒二年八月十三日     | 未到任               |                      | 光緒二年十二月二日   |                      |          | 出使日本國欽差副大臣   |                                      |      |
| 何如璋 | 1877年1月15日          | 1877年12月24日       | 1877年12月28日       | 1880年12月2日        | 1882年2月14日        | 二等公使 | 出使日本國欽差大臣     |                                      |      |
| 何如璋 | 光緒二年十二月二日     | 光緒三年十一月廿日   | 光緒三年十一月廿四日 | 光緒六年十一月一日   | 光緒七年十二月廿六日 | 二等公使 | 出使日本國欽差大臣     |                                      |      |
| 張斯桂 | 1877年1月15日          |                      |                      | 1880年12月2日        |                      |          | 出使日本國欽差副大臣   | 光緒六年十一月一日裁副使             |      |
| 張斯桂 | 光緒二年十二月二日     |                      |                      | 光緒六年十一月一日   |                      |          | 出使日本國欽差副大臣   | 光緒六年十一月一日裁副使             |      |
| 許景澄 | 1880年12月2日          | 未到任               |                      | 1881年4月5日         |                      | 二等公使 | 出使日本國欽差大臣     | 憂免                                 |      |
| 許景澄 | 光緒六年十一月一日     | 未到任               |                      | 光緒七年三月七日     |                      | 二等公使 | 出使日本國欽差大臣     | 憂免                                 |      |
| 黎庶昌 | 1881年4月5日           | 1882年2月14日        | 1882年2月22日        | 1884年10月5日        | 1884年12月26日       | 二等公使 | 出使日本國欽差大臣     | 憂免                                 |      |
| 黎庶昌 | 光緒七年三月七日       | 光緒七年十二月廿六日 | 光緒八年正月五日     | 光緒十年八月十七日   | 光緒十年十一月十日   | 二等公使 | 出使日本國欽差大臣     | 憂免                                 |      |
| 徐承祖 | 1884年10月5日          | 1884年12月26日       |                      | 1887年6月23日        |                      | 二等公使 | 出使日本國欽差大臣     |                                      |      |
| 徐承祖 | 光緒十年八月十七日     | 光緒十年十一月十日   |                      | 光緒十三年五月三日   |                      | 二等公使 | 出使日本國欽差大臣     |                                      |      |
| 李興銳 | 1887年6月23日          | 未到任               |                      | 1887年9月13日        |                      | 二等公使 | 出使日本國欽差大臣     |                                      |      |
| 李興銳 | 光緒十三年五月三日     | 未到任               |                      | 光緒十三年七月廿六日 |                      | 二等公使 | 出使日本國欽差大臣     |                                      |      |
| 黎庶昌 | 1887年9月13日          |                      |                      |                      | 1890年9月9日         | 二等公使 | 出使日本國欽差大臣     |                                      |      |
| 黎庶昌 | 光緒十三年七月廿六日   |                      |                      |                      | 光緒十六年七月廿六日 | 二等公使 | 出使日本國欽差大臣     |                                      |      |
| 李經方 | 1890年9月8日           | 1891年1月29日        | 1891年2月10日        | 1892年7月9日         | 1892年10月11日       | 二等公使 | 出使日本國欽差大臣     |                                      |      |
| 李經方 | 光緒十六年七月廿五日   | 光緒十六年十二月廿日 | 光緒十七年正月二日   | 光緒十八年六月十六日 | 光緒十八年八月廿一日 | 二等公使 | 出使日本國欽差大臣     |                                      |      |
| 汪鳳藻 | 1891年7月29日          |                      |                      | 1892年4月            |                      |          | 署理出使日本國欽差大臣 |                                      |      |
| 汪鳳藻 | 光緒十七年六月廿四日   |                      |                      | 光緒十八年三月       |                      |          | 署理出使日本國欽差大臣 |                                      |      |
| 汪鳳藻 | 1892年7月4日           | 1892年10月11日       |                      |                      | 1894年7月29日        | 二等公使 | 出使日本國欽差大臣     |                                      |      |
| 汪鳳藻 | 光緒十八年六月十一日   | 光緒十八年八月廿一日 |                      |                      | 光緒廿年六月廿七日   | 二等公使 | 出使日本國欽差大臣     |                                      |      |
| 裕庚   | 1895年7月10日          |                      | 1895年9月26日        |                      | 1898年7月            | 二等公使 | 出使日本國欽差大臣     |                                      |      |
| 裕庚   | 光緒廿一年閏五月十八日 |                      | 光緒廿一年八月八日   |                      | 光緒廿四年六月       | 二等公使 | 出使日本國欽差大臣     |                                      |      |
| 黃遵憲 | 1898年8月11日          | 未到任               |                      | 1898年10月5日        |                      | 二等公使 | 出使日本國欽差大臣     |                                      |      |
| 黃遵憲 | 光緒廿四年六月廿四日   | 未到任               |                      | 光緒廿四年八月廿日   |                      | 二等公使 | 出使日本國欽差大臣     |                                      |      |
| 李盛鐸 | 1898年9月19日          | 1898年9月19日        |                      | 1898年10月5日        |                      |          | 署理出使日本國欽差大臣 | 升实授钦差大臣                       |      |
| 李盛鐸 | 光緒廿四年八月四日     | 光緒廿四年八月四日   |                      | 光緒廿四年八月廿日   |                      |          | 署理出使日本國欽差大臣 | 升实授钦差大臣                       |      |
| 李盛鐸 | 1898年10月5日          | 1898年10月5日        |                      | 1901年               | 1901年11月27日       | 二等公使 | 出使日本國欽差大臣     |                                      |      |
| 李盛鐸 | 光緒廿四年八月廿日     | 光緒廿四年八月廿日   |                      | 光緒廿七年           | 光緒廿七年十月十七日 | 二等公使 | 出使日本國欽差大臣     |                                      |      |
| 蔡鈞   | 1901年7月4日           | 1901年11月27日       | 1901年12月7日        | 1903年               | 1903年10月15日       | 二等公使 | 出使日本國欽差大臣     |                                      |      |
| 蔡鈞   | 光緒廿七年五月十九日   | 光緒廿七年十月十七日 | 光緒廿七年十月廿七日 | 光緒廿九年           | 光緒廿九年八月廿五日 | 二等公使 | 出使日本國欽差大臣     |                                      |      |
| 楊樞   | 1903年6月15日          | 1903年10月15日       | 1903年10月28日       | 1907年               | 1907年10月7日        | 二等公使 | 出使日本國欽差大臣     |                                      |      |
| 楊樞   | 光緒廿九年五月廿日     | 光緒廿九年八月廿五日 | 光緒廿九年九月九日   | 光緒卅三年           | 光緒卅三年九月一日   | 二等公使 | 出使日本國欽差大臣     |                                      |      |
| 李家駒 | 1907年7月12日          | 1907年10月7日        | 1907年10月22日       | 1908年3月23日        |                      | 二等公使 | 出使日本國欽差大臣     | 光緒三十四年二月廿一日改派为考察憲政 |      |
| 李家駒 | 光緒卅三年六月三日     | 光緒卅三年九月一日   | 光緒卅三年九月十六日 | 光緒卅四年二月廿一日 |                      | 二等公使 | 出使日本國欽差大臣     | 光緒三十四年二月廿一日改派为考察憲政 |      |
| 胡惟德 | 1908年3月23日          | 1908年8月1日         | 1908年8月11日        | 1910年5月24日        | 1910年6月9日         | 二等公使 | 出使日本國欽差大臣     |                                      |      |
| 胡惟德 | 光緒卅四年二月廿一日   | 光緒卅四年七月五日   | 光緒卅四年七月十五日 | 宣統二年四月十六日   | 宣統二年五月三日     | 二等公使 | 出使日本國欽差大臣     |                                      |      |
| 吴振麟 | 1910年5月24日          | 1910年6月9日         |                      | 1910年8月6日         |                      | 参赞     | 临时代办               |                                      |      |
| 吴振麟 | 宣統二年四月十六日     | 宣統二年五月三日     |                      | 宣統二年七月二日     |                      | 参赞     | 临时代办               |                                      |      |
| 汪大燮 | 1910年5月26日          | 1910年8月6日         | 1910年8月15日        | 1912年               |                      | 二等公使 | 出使日本國欽差大臣     |                                      |      |
| 汪大燮 | 宣統二年四月十八日     | 宣統二年七月二日     | 宣統二年七月十一日   |                      |                      | 二等公使 | 出使日本國欽差大臣     |                                      |      |

### 中华民国驻日本公使（1912年－1935年）
1912年，中华民国成立，开始向日本派遣公使。1935年，两国升格为大使级外交关系。
| 姓名   | 任命          | 到任           | 递交国书      | 免职           | 离任          | 外交衔级       | 外交职务     | 备注                                                              | 备注 |
| ------ | ------------- | -------------- | ------------- | -------------- | ------------- | -------------- | ------------ | ----------------------------------------------------------------- | ---- |
| 汪大燮 | 1912年        |                |               |                | 1913年8月16日 |                | 外交代表     | 中華民國成立後，改派為外交代表。1913年回國，9月11日改任教育總長。 |      |
| 馬廷亮 | 1913年8月11日 | 1913年8月16日  |               |                | 1914年3月2日  |                | 临时代办     | 驻横滨总领事兼                                                    |      |
| 陸宗輿 | 1913年12月9日 | 1914年3月2日   | 1914年3月9日  | 1916年6月30日  | 1915年4月20日 | 公使           | 特命全權公使 |                                                                   |      |
| 劉崇杰 |               | 1915年4月20日  |               |                | 1916年7月25日 | 参事           | 临时代办     |                                                                   |      |
| 章宗祥 | 1916年6月30日 | 1916年7月25日  | 1916年8月2日  | 1919年6月10日  | 1919年4月11日 | 公使           | 特命全權公使 |                                                                   |      |
| 莊景珂 |               | 1919年4月10日  |               |                | 1920年9月25日 | 一等秘书       | 临时代办     |                                                                   |      |
| 劉鏡人 | 1919年9月3日  | 未到任         |               | 1920年9月10日  |               | 公使           | 特命全權公使 |                                                                   |      |
| 王鴻年 | 1920年9月19日 | 1920年10月25日 |               |                | 1920年11月8日 | 参事衔一等秘书 | 临时代办     |                                                                   |      |
| 胡惟德 | 1920年9月10日 | 1920年11月8日  | 1920年12月1日 | 1922年6月2日   | 1922年3月30日 | 公使           | 特命全權公使 |                                                                   |      |
| 马廷亮 |               | 1922年3月30日  |               |                | 1922年6月5日  | 参事衔一等秘书 | 临时代办     |                                                                   |      |
| 廖恩焘 |               | 1922年6月5日   |               |                | 1922年8月20日 | 一等秘书       | 临时代办     |                                                                   |      |
| 江洪杰 |               | 1922年8月20日  |               | 1922年12月6日  |               | 一等秘书       | 临时代办     |                                                                   |      |
| 廖恩焘 |               | 1922年12月6日  |               | 1923年5月11日  |               | 一等秘书       | 临时代办     |                                                                   |      |
| 張元節 | 1923年5月9日  | 1923年5月11日  |               | 1923年9月18日  |               | 一等秘书       | 临时代办     |                                                                   |      |
| 施履本 | 1923年8月17日 | 1923年9月18日  |               | 1923年12月25日 |               | 一等秘书       | 临时代办     |                                                                   |      |
| 汪榮寶 | 1923年6月12日 | 1923年12月25日 | 1924年1月14日 | 1931年8月5日   | 1931年7月13日 | 公使           | 特命全權公使 |                                                                   |      |
| 江洪杰 |               | 1931年7月13日  |               |                | 1931年9月21日 |                | 临时代办     |                                                                   |      |
| 蔣作賓 | 1931年8月13日 | 1931年9月22日  | 1931年10月5日 | 1935年5月17日  |               | 公使           | 特命全權公使 | 升任大使                                                          |      |

### 中华民国驻日本大使（1935年－1938年）
1935年，中华民国与日本升格为大使级外交关系，中国开始派遣驻日大使。1938年1月，中华民国召回驻日大使，同年6月因抗战撤馆，全部馆员撤离日本。
| 姓名   | 任命          | 到任           | 递交国书      | 免职 | 离任           | 外交衔级 | 外交职务     | 备注 | 备注 |
| ------ | ------------- | -------------- | ------------- | ---- | -------------- | -------- | ------------ | ---- | ---- |
| 蔣作賓 | 1935年5月17日 | 1935年5月17日  | 1935年6月20日 |      | 1935年10月31日 | 大使     | 特命全權大使 |      |      |
| 丁绍伋 |               | 1935年10月31日 |               |      | 1936年3月10日  | 参事     | 临时代办     |      |      |
| 許世英 | 1936年2月8日  | 1936年3月10日  | 1936年4月6日  |      | 1938年1月20日  | 大使     | 特命全權大使 |      |      |
| 楊雲竹 | 1938年1月24日 | 1938年1月24日  |               |      | 1938年6月6日   | 参事     | 临时代办     |      |      |

### 附：满洲国驻日本公使（1932年－1935年）
1932年9月15日，日本与傀儡政权满洲国签订《日满议定书》，建立外交关系。10月，设置驻日代表部。1933年5月，满洲国设置驻日本公使馆。1935年6月，升格为大使馆。
| 姓名   | 任命          | 到任 | 递交国书      | 免职 | 离任         | 外交衔级 | 外交职务     | 备注 | 备注 |
| ------ | ------------- | ---- | ------------- | ---- | ------------ | -------- | ------------ | ---- | ---- |
| 鲍观澄 | 1932年9月20日 |      | 1932年10月6日 |      | 1933年4月    |          | 代表         |      |      |
| 丁士源 | 1933年4月26日 |      | 1933年5月18日 |      | 1935年6月7日 | 公使     | 特命全权公使 |      |      |

### 附：满洲国驻日本大使（1935年－1945年）
1935年6月，满洲国驻日本公使馆升格为大使馆。
| 姓名   | 任命          | 到任           | 递交国书       | 免职          | 离任           | 外交衔级 | 外交职务     | 备注 | 备注 |
| ------ | ------------- | -------------- | -------------- | ------------- | -------------- | -------- | ------------ | ---- | ---- |
| 謝介石 | 1935年6月19日 | 1935年6月28日  | 1935年7月4日   |               | 1937年6月6日   | 大使     | 特命全权大使 |      |      |
| 阮振鐸 | 1937年6月24日 | 1937年6月30日  | 1937年7月2日   | 1940年12月6日 | 1940年12月     | 大使     | 特命全权大使 |      |      |
| 李紹庚 | 1940年12月6日 | 1940年12月20日 | 1940年12月24日 |               | 1942年10月16日 | 大使     | 特命全权大使 |      |      |
| 王允卿 | 1942年9月29日 | 1942年10月29日 | 1942年11月12日 |               | 1945年         | 大使     | 特命全权大使 |      |      |

### 中华民国（汪精卫政权）驻日本大使（1940年－1945年）
1940年3月，日本扶持成立傀儡政权汪精卫政权并承认该政权代表中国，随后双方互派大使。
| 姓名   | 任命           | 到任           | 递交国书       | 免职          | 离任           | 外交衔级 | 外交职务     | 备注 | 备注 |
| ------ | -------------- | -------------- | -------------- | ------------- | -------------- | -------- | ------------ | ---- | ---- |
| 褚民谊 | 1940年12月13日 | 1941年2月5日   | 1941年2月8日   | 1941年10月2日 | 1941年10月27日 | 大使     | 特命全权大使 |      |      |
| 徐良   | 1941年10月2日  | 1941年11月11日 | 1941年11月27日 | 1943年3月31日 | 1943年4月28日  | 大使     | 特命全权大使 |      |      |
| 蔡培   | 1943年3月31日  | 1943年5月13日  | 1943年5月21日  | 1945年5月23日 | 1945年5月      | 大使     | 特命全权大使 |      |      |
| 廉隅   | 1945年5月23日  | 未到任         |                |               |                | 大使     | 特命全权大使 |      |      |

### 中华民国驻日本大使（1952年－1972年）
1952年4月28日，中华民国政府与日本恢复外交关系。1972年9月29日，中华民国政府与日本断交。
| 姓名   | 任命          | 到任           | 递交国书       | 免职           | 离任           | 外交衔级 | 外交职务     | 备注 | 备注 |
| ------ | ------------- | -------------- | -------------- | -------------- | -------------- | -------- | ------------ | ---- | ---- |
| 刘增华 | 1952年8月5日  | 1952年8月5日   |                | 1952年9月24日  |                | 参事     | 临时代办     |      |      |
| 董顯光 | 1952年8月16日 | 1952年9月24日  | 1952年10月16日 | 1956年4月11日  | 1956年5月11日  | 大使     | 特命全权大使 |      |      |
| 沈覲鼎 | 1956年5月4日  | 1956年5月22日  | 1956年5月30日  | 1959年3月19日  | 1959年4月25日  | 大使     | 特命全权大使 |      |      |
| 張厲生 | 1959年3月19日 | 1959年5月29日  | 1959年6月5日   | 1963年12月30日 | 1963年9月21日  | 大使     | 特命全权大使 |      |      |
| 张伯谨 |               | 1963年9月21日  |                |                | 1963年12月31日 | 公使     | 临时代办     |      |      |
| 吴玉良 |               | 1963年12月31日 |                | 1964年4月1日   |                | 一等秘书 | 临时代办     |      |      |
| 陈泽华 |               | 1964年4月1日   |                | 1964年6月26日  |                | 公使     | 临时代办     |      |      |
| 魏道明 | 1964年6月11日 | 1964年6月26日  | 1964年7月6日   | 1966年8月29日  | 1966年6月5日   | 大使     | 特命全权大使 |      |      |
| 陈泽华 |               | 1966年6月5日   |                | 1966年9月24日  |                | 公使     | 临时代办     |      |      |
| 陈之迈 | 1966年8月29日 | 1966年9月24日  | 1966年10月6日  | 1969年2月19日  |                | 大使     | 特命全权大使 |      |      |
| 彭孟緝 | 1969年2月19日 | 1969年3月10日  | 1969年3月18日  |                | 1972年11月28日 | 大使     | 特命全权大使 |      |      |

### 附：中国中日备忘录贸易办事处驻东京联络处首席代表（1964年－1974年）
中国中日备忘录贸易办事处驻东京联络处是中日邦交正常化前，中华人民共和国在日本国东京设立的处理“备忘录贸易”问题的涉外机关，于1964年8月设立。
该机构最初名为“廖承志办事处驻东京联络事务所”。1964年4月14日至18日，廖承志办事处和高碕办事处就互派代表和互设联络事务所事宜举行会谈。中国方面与会者有孙平化、王晓云，日本方面与会者有竹山佑太郎、冈崎嘉平太、古井喜实、大久保任晴，双方就互派代表和互设联络事务所达成协议。双方互设“廖承志办事处驻东京联络事务所”、“高碕办事处驻北京联络事务所”，前者直属国务院外事办公室，后者直属日本通产省。
1964年8月，以孙平化为驻东京联络处首席代表，吴曙东、陈抗为代表，康敏、林波为随员的中方人员在东京的纪尾井町农研大楼设立“廖承志办事处驻东京联络处”。
1968年2月，双方就年度《议定事项》进行谈判时，经过中方提议，日方同意，廖承志办事处和高碕事务所分别更名为“中国中日备忘录贸易办事处”和“日本日中备忘录贸易事务所”。1972年11月27日，在北京饭店举行备忘录贸易闭幕式。1973年12月31日，日本日中备忘录贸易事务所驻北京联络事务所关闭，该所成员一人转入日本驻华大使馆，一人转为日中贸易协会驻北京联络员，其余人员归国。1974年1月21日，中国中日备忘录贸易办事处驻东京联络事务所关闭，机构合并为中国驻日本大使馆商务办事处。
| 姓名   | 任命      | 到任          | 免职 | 离任      | 职务         | 备注                          | 备注 |
| ------ | --------- | ------------- | ---- | --------- | ------------ | ----------------------------- | ---- |
| 孙平化 | 1964年    | 1964年8月13日 |      | 1967年4月 | 首席代表     | 1967年4月回国休假，未返回日本 |      |
| 赵自瑞 | 1968年    |               |      | 1972年    | 代理首席代表 | 代表                          |      |
| 肖向前 | 1972年5月 | 1972年7月3日  |      | 1973年1月 | 首席代表     |                               |      |

### 中华人民共和国驻日本大使（1973年至今）
1972年9月29日，中日邦交正常化。1973年，中华人民共和国开始派出驻日本大使，现为副部级。
| 姓名   | 任命           | 任命           | 到任          | 递交国书      | 免职           | 免职           | 离任           | 外交衔级 | 外交职务     | 备注     |
| 姓名   | 全国人大常委会 | 主席           | 到任          | 递交国书      | 全国人大常委会 | 国家主席       | 离任           | 外交衔级 | 外交职务     | 备注     |
| ------ | -------------- | -------------- | ------------- | ------------- | -------------- | -------------- | -------------- | -------- | ------------ | -------- |
| 米国钧 | 不適用         | 不適用         | 1973年1月31日 |               | 不適用         | 不適用         | 1973年3月27日  | 参赞     | 临时代办     | 筹备开馆 |
| 陈楚   | 不適用         | 不適用         | 1973年3月27日 | 1973年4月5日  | 1976年12月2日  | 不適用         | 1976年12月21日 | 大使     | 特命全权大使 |          |
| 符浩   | 1977年10月24日 | 不適用         | 1977年8月2日  | 1977年8月13日 | 1981年11月26日 | 不適用         | 1982年2月2日   | 大使     | 特命全权大使 |          |
| 宋之光 | 1981年11月26日 | 不適用         | 1982年2月24日 | 1982年3月24日 | 1985年3月21日  | 1985年9月29日  | 1985年8月      | 大使     | 特命全权大使 |          |
| 章曙   | 1985年3月21日  | 1985年9月29日  | 1985年9月     | 1985年9月24日 | 1988年1月21日  | 1988年6月4日   | 1988年6月      | 大使     | 特命全权大使 |          |
| 杨振亚 | 1988年1月21日  | 1988年6月4日   | 1988年6月21日 | 1988年7月8日  | 1992年12月28日 | 1993年4月15日  | 1993年3月      | 大使     | 特命全权大使 |          |
| 徐敦信 | 1992年12月28日 | 1993年4月15日  | 1993年4月19日 | 1993年5月19日 | 1998年4月9日   | 1998年6月23日  | 1998年6月      | 大使     | 特命全权大使 |          |
| 陈健   | 1998年4月9日   | 1998年6月23日  | 1998年6月30日 |               | 2001年4月28日  | 2001年8月8日   | 2001年7月      | 大使     | 特命全权大使 |          |
| 武大伟 | 2001年4月28日  | 2001年8月8日   | 2001年7月25日 | 2001年8月1日  | 2004年6月25日  | 2004年10月14日 | 2004年8月      | 大使     | 特命全权大使 |          |
| 王毅   | 2004年6月25日  | 2004年10月14日 | 2004年9月10日 | 2004年9月16日 | 2007年8月30日  | 2007年9月30日  | 2007年9月21日  | 大使     | 特命全权大使 |          |
| 崔天凯 | 2007年8月30日  | 2007年9月30日  | 2007年10月5日 | 2007年11月2日 | 2009年12月26日 | 2010年3月9日   | 2010年1月31日  | 大使     | 特命全权大使 |          |
| 程永华 | 2009年12月26日 | 2010年3月9日   | 2010年2月28日 | 2010年3月23日 | 2019年1月30日  | 2019年6月12日  | 2019年5月19日  | 大使     | 特命全权大使 |          |
| 孔铉佑 | 2019年1月30日  | 2019年6月12日  | 2019年5月30日 | 2019年6月7日  |                | 2023年4月7日   | 2023年2月28日  | 大使     | 特命全权大使 |          |
| 吴江浩 |                | 2023年4月7日   | 2023年3月21日 | 2023年5月31日 | 现任           |                |                | 大使     | 特命全权大使 |          |

### 引用
1. 1 2 3 4  外交部檔案資訊處 (编). . . 臺北: 臺灣商務印書館. 1989: 8-13  [2024-01-20]. （原始内容存档于2023-07-03）.
2. ↑  政协吉林省委文史资料委员会 (编). . 大连: 大连出版社. 1990: 26. ISBN 978-7-8055-5313-9.
3. ↑  . 官報. 1932-10-07: 192  [2024-06-22]. （原始内容存档于2024-12-21）.
4. ↑  . 官報. 1933-04-25: 678  [2024-06-22]. （原始内容存档于2024-12-21）.
5. ↑  刘国铭 (编). . 北京: 春秋出版社. 1989.
6. 1 2 3  . 东北师范大学. 1990: 540.
7. ↑  . 官報. 1933-05-19: 562  [2024-06-24]. （原始内容存档于2024-12-21）.
8. ↑  . 官報. 1935-06-13: 323  [2024-06-22]. （原始内容存档于2024-12-21）.
9. ↑  . 官報. 1935-07-05: 171  [2024-06-24]. （原始内容存档于2024-12-21）.
10. ↑  . 官報. 1937-06-12: 363  [2024-06-24]. （原始内容存档于2024-12-21）.
11. ↑   (83). 1937: 98.
12. ↑  . 官報. 1937-07-06: 144  [2024-06-22]. （原始内容存档于2024-12-21）.
13. ↑  . 官報. 1937-07-03: 76  [2024-06-22]. （原始内容存档于2024-12-21）.
14. ↑  . 官報. 1940-12-19: 702  [2024-06-24]. （原始内容存档于2024-12-21）.
15. ↑  满洲国外务局 (编). . 国际时报. 1941-02-25, 5 (2): 105-106.
16. ↑  . 官報. 1940-12-26: 991  [2024-06-24]. （原始内容存档于2024-12-21）.
17. ↑  . 官報. 1942-10-23: 499  [2024-06-24]. （原始内容存档于2024-12-21）.
18. ↑  政协吉林省委文史资料委员会 (编). . 大连: 大连出版社. 1990: 393. ISBN 978-7-8055-5313-9.
19. 1 2  满洲国外交部 (编). . 国际时报. 1942-12-25, 6 (11-12): 50-51.
20. ↑  . 官報. 1942-11-13: 245  [2024-06-24]. （原始内容存档于2024-12-21）.
21. ↑  汪精卫政权《外交公报》第21期，第2页
22. ↑  中華民國外交部 (编). . 外交公报: 13.
23. ↑  满洲国外务局 (编). . 国际时报. 1941-02-25, 5 (2): 68-71.
24. ↑  . 官報. 1941-02-10: 400  [2024-06-24]. （原始内容存档于2024-12-22）.
25. 1 2  汪精卫政权《外交公报》第50期，第2页。
26. ↑  中華民國外交部 (编). . 外交公报: 18.
27. ↑  . 官報. 1941-11-05: 115  [2024-06-24]. （原始内容存档于2024-12-21）.
28. ↑  . 官報. 1941-11-28: 900  [2024-06-24]. （原始内容存档于2024-12-21）.
29. 1 2  . 申報. 1943-04-01: 第2版.
30. ↑  . 申報. 1943-04-29: 第2版.
31. ↑  . 官報. 1943-05-07: 165  [2024-06-24]. （原始内容存档于2024-12-21）.
32. ↑  . 申報. 1943-05-22: 第2版.
33. ↑  . 官報. 1943-05-22: 577  [2024-06-24]. （原始内容存档于2024-12-21）.
34. 1 2  . 申報. 1945-05-24: 第1版.
35. ↑  . 申報. 1945-05-12: 第1版.
36. ↑   (PDF). 中華民國國史館. 1997: 925  [2023-05-09]. （原始内容存档 (PDF)于2023-05-09）.
37. ↑  . 辽海出版社. 1999: 499.
38. ↑  . 人民日报. 1964-04-20: 第3版.
39. ↑  程永明; 石其宝. . 2006.
40. ↑  蔡成喜. . Vol. 2002 no. 11. 百年潮: 68-72. 2002. doi:10.16624/j.cnki.11-3844/d.2002.11.012.
41. ↑  . 人民日报. 1964-08-15: 第4版.
42. 1 2 3  刘德有. . Vol. 2000 no. 11. 纵横. 2000.
43. ↑  . 中华人民共和国外交部.   [2024-01-15]. （原始内容存档于2024-01-15）.
44. ↑  . 中华人民共和国外交部.   [2023-02-20]. （原始内容存档于2023-02-20）.
45. ↑  . 人民日报. 1973-02-02: 第6版.
46. ↑  . 人民日报. 1973-03-29: 第6版.
47. ↑  . 人民日报. 1973-04-06: 第6版.
48. ↑  全国人民代表大会常务委员会办公厅 (编). . 北京: 中国法制出版社. : 88.
49. ↑  . 人民日报. 1976-12-22: 第6版.
50. ↑  全国人民代表大会常务委员会办公厅 (编). . 北京: 中国法制出版社. : 104.
51. ↑  . 人民日报. 1977-08-14: 第5版.
52. 1 2  . 中国人大网.   [2012-11-29]. （原始内容存档于2016-03-05）.
53. ↑  . 人民日报. 1982-02-03: 第6版.
54. ↑  . 人民日报. 1982-03-25: 第6版.
55. 1 2  . 人民日报. 1985-09-30: 第4版.
56. ↑  . 人民日报. 1985-08-16: 第6版.
57. ↑  . 人民日报. 1985-09-27: 第6版.
58. 1 2  . 人民日报. 1988-06-06: 第4版.
59. ↑  . 人民日报. 1988-07-09: 第6版.
60. 1 2  . 人民日报. 1993-04-16: 第4版.
61. ↑  . 人民日报. 1993-03-03: 第6版.
62. ↑  . 人民日报. 1993-04-20: 第6版.
63. ↑  . 人民日报. 1993-05-20: 第6版.
64. 1 2  . 新华网. 2000-12-31  [2023-02-20]. （原始内容存档于2003-12-30）.
65. ↑  . 人民日报. 1998-06-09: 第6版.
66. 1 2  . 新华网. 2001-08-09  [2023-02-20]. （原始内容存档于2002-02-24）.
67. ↑  . 中华人民共和国驻日本国大使馆.   [2023-02-20]. （原始内容存档于2001-11-23）.
68. ↑  . 中华人民共和国驻日本国大使馆.   [2023-02-20]. （原始内容存档于2001-08-03）.
69. 1 2  . 新华网. 2004-10-14  [2023-02-20]. （原始内容存档于2004-10-16）.
70. ↑  . 中华人民共和国驻日本国大使馆. 2004-08-19  [2023-02-20]. （原始内容存档于2023-02-20）.
71. ↑  . 中国新闻网. 2004-09-11  [2023-02-20]. （原始内容存档于2023-02-20）.
72. ↑  . 中国新闻网. 2004-09-16  [2023-02-20]. （原始内容存档于2023-02-20）.
73. 1 2  . 新华网. 2007-09-30  [2023-02-20]. （原始内容存档于2007-10-11）.
74. ↑  . 中华人民共和国驻日本国大使馆. 2007-09-11  [2023-02-20]. （原始内容存档于2023-02-20）.
75. ↑  . 中华人民共和国驻日本国大使馆. 2007-11-02  [2023-02-20]. （原始内容存档于2023-02-20）.
76. 1 2  . 新华网. 2010-03-09  [2023-02-20]. （原始内容存档于2010-03-11）.
77. ↑  . 中华人民共和国驻日本国大使. 2010-01-26  [2023-02-20]. （原始内容存档于2023-02-20）.
78. ↑  . 中华人民共和国驻日本国大使馆. 2010-03-01  [2023-02-20]. （原始内容存档于2023-02-20）.
79. ↑  . 中华人民共和国驻日本国大使馆. 2010-03-23  [2023-02-20]. （原始内容存档于2023-02-20）.
80. 1 2  . 新华网. 2019-06-12  [2023-02-20]. （原始内容存档于2023-02-20）.
81. ↑  . 2019-05-20  [2023-02-20]. （原始内容存档于2023-02-20）.
82. ↑  . 中华人民共和国驻日本国大使馆. 2019-05-31  [2023-02-20]. （原始内容存档于2023-02-20）.
83. ↑  . 中华人民共和国驻日本国大使馆. 2019-06-10  [2023-02-20]. （原始内容存档于2023-02-20）.
84. 1 2  . 新华网. 2023-04-07  [2023-04-07]. （原始内容存档于2023-04-07）.
85. ↑  . 中华人民共和国驻日本国大使馆. 2023-03-01  [2023-03-01]. （原始内容存档于2023-03-04）.
86. ↑  . 中华人民共和国驻日本国大使馆. 2023-03-21  [2023-03-21]. （原始内容存档于2023-03-21）.
87. ↑  . 中华人民共和国驻日本国大使馆. 2023-05-31  [2023-05-31]. （原始内容存档于2023-05-31）.